# خوسيه أليخاندرو رودريغيز
خوسيه أليخاندرو رودريغيز (بالإسبانية: José Alejandro Rodríguez)‏ مواليد 17 مارس 1988 في غوادالاخارا، هو ملاكم محترف مكسيكي يصنف ضمن فئة وزن خفيف الوسط.

## إحصائيات
خاض خلال مسيرته 44 نزالا، فاز في 24 وتعادل في 1 وخسر في 19. فاز بالضربة القاضية في 14 نزالا.

## روابط خارجية
- خوسيه أليخاندرو رودريغيز على موقع بوكس ريك (الإنجليزية) (registration required)